# Cecilia Vignolo
Cecilia Vignolo (Montevideo, 5 de septiembre de 1971) es una artista visual, docente y comunicadora uruguaya. 
Desde el año 1991 ha realizado varias muestras como artística visual, tanto a nivel individual como colectivo y ha obtenido una serie de premios y distinciones. Trabajó en el área de comunicación del Museo Nacional de Artes Visuales de Uruguay. 

## Muestras individuales
2009
- “El reverso del paisaje”, Museo Juan Manuel Blanes, Montevideo.

2006
- “Hay algo más que quiera decir”, Sala Dirección Nacional de Cultura, MEC, Montevideo.

2005
- “Funciona”, Carlson Tower Gallery, North Park University, Chicago, EE. UU., itinerante en Unión Latina, Palacio Lapido, Montevideo.[5]
- "Abrazario", Facultad de Arquitectura, noviembre, Montevideo.[6]

2002
- “Respaldos”, Colección Engelman Ost, Montevideo.[7]
- “Yo soy”, Museo del Azulejo, Montevideo.

1998
- “La exterioridad de la interioridad del cuerpo humano”, Sala Vaz Ferreira, Montevideo.
- “Hay Corazón”, La Creperie, Montevideo.

1996
- “De los vientres de las más”, (ambientación sonora: Daniel Maggiolo), Cabildo y Archivo Histórico, Montevideo.[8]

1995
- “De las Américas”, Teatro Macció, San José.

## Premios
2013
- Premio Fundación Unión, X Bienal de Salto, Salto, Uruguay.[9]

2007
- Premio Paul Cézanne, Segundo Premio, Montevideo.[10]
- 52.º Premio Nacional de Artes Visuales María Freire, Primer Premio Eduardo Víctor Haedo.[11]

2002
- Mención de Honor, Salón Municipal, instalación “ser / estar”, Montevideo.

2001
- Premio Especial, 49.º Salón Nacional de Artes Visuales, “Salón de Belleza”, Montevideo.[12]
- Primer Premio, Salón Municipal, instalación colectiva “Imaginario Montevideo”, Montevideo.

1999
- Premio Menores de Treinta Años, Salón Municipal, Montevideo.

1997
- Mención de Honor, Primera Bienal del Objeto Artesanal, Montevideo.

1995
- Primer Premio, Premio United, Museo Americano, Maldonado.
- Mención de Honor, “Salón Municipal”, a Instalación, Montevideo.

1992
- Premio Revelación, “Paul Cézanne” Museo de Artes Visuales, Montevideo.

1984
- Primer Premio, Concurso escolar del Ministerio de Salud Pública, colectivo.

1977
- Primer Premio, Concurso de Pintura del Garden Club de Punta del Este.